# درة ده (مقاطعة دلفان)
درة ده (بالفارسية: دره ده) هي قرية تقع في قسم ايتيوند الشمالي الريفي (مقاطعة دلفان) في إيران. يقدر عدد سكانها بـ 11 نسمة بحسب إحصاء 2016.